# 矢作紗友里
矢作 紗友里（やはぎ さゆり、1986年9月22日 - ）は、日本の女性声優。東京都出身。アイムエンタープライズ所属。

## 経歴
1986年9月22日に東京都で誕生。その後、一時期青森県八戸市に住んでいたこともあった。
元々アニメ好きで、特に好きだったのは『美少女戦士セーラームーン』で、セーラームーンごっこをして遊んでいたという。その頃は、声優になるとは考えてもいなかったという。
小学校の頃から周囲の人物より、少し声が高かったため、皆から「ブリッコ」と言われており、悔しくて「いつか見返してやろう！」と思っていたという。子供の頃は「アニメって絵がしゃべっていると思っていたんですよ。」と本人が語っており、友達が声優の話をするまでは声優について全く知らなかったという。中学時代に、るーちゃんという友達から「アニメみたいな声だね」と言われたのをきっかけに声優を志す。それまでは絵を描くのが好きなため、漫画家になりたいと思っていたという。しかし学校に演劇部が無かったため、学校での部活動は父親の勧めに従いソフトボール部に入部した。なおソフトボールでのポジションはピッチャーとショートであった。
日本ナレーション演技研究所出身。2005年にテレビアニメ『かりん』の主人公「真紅果林」役で、声優としてデビュー。
2015年1月31日、所属事務所の公式サイトにて、一般男性と入籍したことを発表した。

## 人物
趣味は映画鑑賞、読書、ソフトボール。特技はイラスト描き。
アニメ『武装錬金』で毒島華花役を演じた際は、常に矢作の声が加工されていた。『武装錬金』のドラマCD第2巻の収録で、自らの役名・毒島華花役の苗字「ぶすじま」に驚いたと矢作は語っている。なお、この「毒島」という苗字は実在する。
『ハヤテのごとく!』の第44話から第46話にかけて、「生徒会3人娘の執事通信」の題字を矢作が担当した。
『To LOVEる -とらぶる-』の原作にて「ピエール☆小木」のキャラクターデザインを矢作が担当している。この「ピエール☆小木」はアニメ『もっとTo LOVEる -とらぶる-』に実際に登場し、同作品では同キャラクターの声も矢作が担当した。
妹がいる。

### 交友関係
日笠陽子とは『生徒会役員共』や『ちゅーぶら!!』で共演する前から仲が良く、公私とも親睦を深めている。矢作はかつて部活でソフトボールをしていた際ピッチャーとショートを担当していたが、日笠陽子も一緒だった。また佐藤聡美とも『生徒会役員共』で共演する前から公私ともに親交がある。
花澤香菜と戸松遥は「花澤香菜の一人でできるかな?」のクリスマス回で2008年から出演し続けている。

## 出演
太字はメインキャラクター。

### テレビアニメ
2005年
- かりん（2005年 - 2006年、真紅果林）

2006年
- おとぎ銃士 赤ずきん（2006年 - 2007年、グレーテル、キュピ）
- Kanon（第2作）（栞のクラスメイト）
- スクールランブル 二学期（天王寺美緒）
- ときめきメモリアル Only Love（藤川優花）
- 武装錬金（毒島華花、女子生徒、記者、女の子）
- MÄR-メルヘヴン-（ポリン）
- ワンワンセレプー それゆけ!徹之進（オードリー）

2007年
- Venus Versus Virus（月夜）
- Over Drive（朝日嘉穂）
- 風のスティグマ（唯）
- 機神大戦ギガンティック・フォーミュラ（天野卯兎美）
- 京四郎と永遠の空（白鳥空）
- きらりん☆レボリューション（ミュウたん、天気予報の声）
- ケンコー全裸系水泳部 ウミショー（魚々戸真綾）
- シルクロード少年 ユート（きゅーちゃん）
- スカイガールズ（子供）
- sola（水口ちさと、小学校の友達）
- 天元突破グレンラガン（娘）
- 爆丸バトルブローラーズ（アイ）
- ハヤテのごとく!（2007年 - 2013年、瀬川泉、自販機の声） - 4シリーズ
- ぽてまよ（英英子、ダニー・リトル）

2008年
- 喰霊―零―（和泉マミ）
- 狂乱家族日記（キューピー・ドゥー）
- ザ・バットマン（2008年 - 2009年、ハーレイ・クイン / ハーリーン・クインゼル） - 2シリーズ
- 地獄少女 三鼎（片瀬利々香）
- しゅごキャラ!（2008年 - 2009年、真城りま、女の子） - 3シリーズ
- セキレイ（蜜羽）
- TYTANIA -タイタニア-（リラ・フローレンツ）
- デルトラクエスト（チル）
- To LOVEる -とらぶる-（2008年 - 2015年、西連寺春菜、ピエール☆小木、乃際真美） - 4シリーズ
- ネットゴーストPIPOPA（祖父江ひかる）
- のだめカンタービレ 巴里編（プリリン）
- のらみみ（よっちゃん）
- ポケットモンスター ダイヤモンド&パール（アキ）
- まかでみ・WAっしょい!（幽霊少女）
- ロザリオとバンパイア（侍女、鬼山とん子、生徒） - 2シリーズ

2009年
- 青い花（本厚木洋子）
- 明日のよいち!（鷺ノ宮左近）
- アスラクライン（アニア・フォルチュナ・ソメシェル・ミク・クラウゼンブルヒ） - 2シリーズ
- クイーンズブレイド 流浪の戦士（アハトエル）
- グイン・サーガ（スニ）
- CLANNAD 〜AFTER STORY〜（生徒）
- 黒執事（2009年 - 2014年、藍猫〈ランマオ〉） - 3シリーズ
- 極上!!めちゃモテ委員長（2009年 - 2011年、佐野杏樹） - 2シリーズ
- そらのおとしもの（イブ）
- 宇宙をかける少女（エリカ、さっちゃん、ICP隊員）
- チェブラーシカ あれれ?（ガーリャ、こども）
- とある科学の超電磁砲（アケミ）
- 乃木坂春香の秘密 ぴゅあれっつぁ♪（六条樹里）
- 初恋限定。（久間菜の花）
- バトルスピリッツ 少年激覇ダン（侍女3）
- PandoraHearts（黒猫、女生徒3）
- ファイト一発!充電ちゃん!!（朝永依緒乃、女子高生A）
- ヤッターマン（カルメン）
- 夢色パティシエール（2009年 - 2010年、小城美夜、マロン） - 2シリーズ

2010年
- いちばんうしろの大魔王（ユキコ）
- 裏切りは僕の名前を知っている（呉羽綾、みき）
- えむえむっ!（柊ノア）
- オオカミさんと七人の仲間たち（下桐すずめ）
- おおきく振りかぶって 〜夏の大会編〜（友井紋乃、花井飛鳥 #12.5）
- おとめ妖怪 ざくろ（総角組子）
- 世紀末オカルト学院（ブンメー君）
- 生徒会役員共（2010年 - 2014年、萩村スズ） - 2シリーズ
- 探偵オペラ ミルキィホームズ（2010年 - 2018年、アイリーン・ドアラー） - 2シリーズ + 特別編4作品
- ちゅーぶら!!（白石遥）
- バクマン。（2010年 - 2013年、見吉香耶 / 高木香耶） - 3シリーズ
- バットマン:ブレイブ&ボールド（ハーレイ・クイン）
- ひめチェン!おとぎちっくアイドル リルぷりっ（リリ）

2011年
- 異国迷路のクロワーゼ The Animation（カミーユ・ブランシュ）
- 君と僕。（2011年 - 2012年、相田日紗子） - 2シリーズ
- SKET DANCE（川上、モモの声、赤ん坊）
- セイクリッドセブン（藍羽アオイ）
- 聖痕のクェイサーII（沖浦南美）
- そふてにっ（エリザベス＝ウォーレン）
- ダンタリアンの書架（ラジエル）
- 僕は友達が少ない（長田有希子）
- マケン姫っ!（2011年 - 2014年、姫神コダマ） - 2シリーズ
- 夢喰いメリー（ミストルティン）
- WORKING'!!（鈴谷桃香）

2012年
- 織田信奈の野望（明智光秀）
- カードファイト!! ヴァンガード シリーズ（2012年 - 2019年、クリストファー・ロウ、四会アカリ、風伯童子 ハヤテ） - 4シリーズ
- さんかれあ（左王子蘭子）
- しろくまカフェ（ペン子、ペン奈、ペン美、ペン花、ペン乃、ペンジョリーナ、ペンニュエル）
- ソードアート・オンライン（2012年 - 2020年、サクヤ） - 3シリーズ + 特別編
- となりの怪物くん（宮間ユウ）

2013年
- カーニヴァル（ツバメ）
- 君のいる町（夏越美奈）
- 境界の彼方（伊波唯）
- たまゆら〜もあぐれっしぶ〜（河合はるみ）

2014年
- M3〜ソノ黒キ鋼〜（霞ライカ）
- オオカミ少女と黒王子（舞台女優）
- 銀の匙 Silver Spoon（南九条あやめ）
- 極黒のブリュンヒルデ（沙織）
- 東京ESP（和泉マミ）

2015年
- 暗殺教室（2015年 - 2016年、奥田愛美） - 2シリーズ
- うたわれるもの 偽りの仮面（ホノカ）
- Go!プリンセスプリキュア（一条らんこ）
- 冴えない彼女の育てかた（2015年 - 2017年、氷堂美智留） - 2シリーズ
- プラスティック・メモリーズ（ザック）
- 乱歩奇譚 Game of Laplace（ホシノ、野次馬E）

2016年
- 彼女と彼女の猫 -Everything Flows-（友人）
- かみさまみならい ヒミツのここたま（2016年 - 2018年、ビビット、歩太）
- 競女!!!!!!!!（火口京）
- D.Gray-man HALLOW（ティモシー・ハースト）
- ドリフェス!（番組ナレーター）
- 七つの大罪 シリーズ（2016年 - 2019年、ペリオ） - 1シリーズ + 特別編
- 私がモテてどうすんだ（七島光）

2017年
- タイムボカン24（2017年 - 2018年、木通の君、お江与の方） - 2シリーズ
- うらら迷路帖（マリ）
- アイカツスターズ!（販売員）
- 天使の3P!（担任教師）

2018年
- ダメプリ ANIME CARAVAN（アニ）
- 弱虫ペダル GLORY LINE（新開悠人〈幼少時代〉）
- シュタインズ・ゲート ゼロ（比屋定真帆）
- 鬼灯の冷徹（瓜子姫）
- レイトン ミステリー探偵社 〜カトリーのナゾトキファイル〜（2018年 - 2019年、デイジー、デイジリアン星人）
- 閃乱カグラ SHINOVI MASTER -東京妖魔篇-（紫）

2019年
- ドメスティックな彼女（桐谷の担当女性編集者）
- アイカツフレンズ!〜かがやきのジュエル〜（ヒロ）
- 川柳少女（片桐アマネ）
- PSYCHO-PASS サイコパス 3（小畑千夜）

2020年
- はてな☆イリュージョン（ナナの母）
- アイカツオンパレード!（ヒロ）
- 乙女ゲームの破滅フラグしかない悪役令嬢に転生してしまった…（令嬢）
- ド級編隊エグゼロス（桃園百花）
- 魔王学院の不適合者 〜史上最強の魔王の始祖、転生して子孫たちの学校へ通う〜（フクロウ）

2021年
- 五等分の花嫁∬（下田）
- Fairy蘭丸〜あなたの心お助けします〜（椎菜）
- 不滅のあなたへ（チャン）
- うらみちお兄さん（子犬小百合）
- マブラヴ オルタネイティヴ（大倉鈴乃）

2022年
- 真・一騎当千（佐々木巌流）
- 組長娘と世話係（明石楓）
- うたわれるもの 二人の白皇（ホノカ）
- ふしぎ駄菓子屋 銭天堂（三鷹美鈴）

2023年
- シャドウバースF（クイーンインセクト）
- ワールドダイスター（ここなの母）
- この素晴らしい世界に爆焔を!（女警官）
- 転生貴族の異世界冒険録〜自重を知らない神々の使徒〜（メグミ）
- 異世界でチート能力を手にした俺は、現実世界をも無双する〜レベルアップは人生を変えた〜（麻友香）
- ドッグシグナル（浅沼さん）

2024年
- 魔法少女にあこがれて（怪人）
- リンカイ!（伊東温）
- この素晴らしい世界に祝福を!3（クレア）
- 名探偵コナン（戸谷麻央）
- 恋は双子で割り切れない（依田美四季）

2025年
- 日本へようこそエルフさん。（一条薫子）
- キミとアイドルプリキュア♪（チョッキリーヌ）
- その着せ替え人形は恋をする Season 2（佐々木來愛）

### 劇場アニメ
2010年代
- チェブラーシカ（2010年）
- 劇場版 ハヤテのごとく! HEAVEN IS A PLACE ON EARTH（2011年、瀬川泉）
- セイクリッドセブン 銀月の翼（2012年、藍羽アオイ）
- ストライクウィッチーズ 劇場版（2012年、アメリー・プランシャール）
- 劇場版 カードファイト!! ヴァンガード ネオンメサイア（2014年、クリストファー・ロウ、四会アカリ）
- 劇場版 探偵オペラ ミルキィホームズ〜逆襲のミルキィホームズ〜（2016年、アイリーン）
- 劇場版 暗殺教室 365日の時間 / 殺せんせーQ!（2016年、奥田愛美）
- 劇場版 ソードアート・オンライン -オーディナル・スケール-（2017年、サクヤ）
- 劇場版 生徒会役員共（2017年 - 2021年、萩村スズ） - 2作品
- 冴えない彼女の育てかた Fine（2019年、氷堂美智留）

2020年代
- PSYCHO-PASS サイコパス 3 FIRST INSPECTOR（2020年、小畑千夜）
- 映画 五等分の花嫁（2022年、下田）

### OVA
2007年
- こはるびより（御堂蘭）

2008年
- 快盗天使ツインエンジェル（クラスメイトA）
- よつのは（雪亜凜沙）

2009年
- けものとチャット（東深冬）
- To LOVEる -とらぶる- OVA（2009年 - 2010年、西連寺春菜） - コミックス第13巻 - 第18巻限定版に付属
- OAD のだめカンタービレ Lesson79（女性メンバーB）
- ハヤテのごとく!! アツがナツいぜ 水着編!（瀬川泉）

2010年
- 今日、恋をはじめます（日比野さくら）
- “文学少女”メモワールII -ソラ舞う天使の鎮魂曲-（春口）

2011年
- 生徒会役員共（2011年 - 2016年、萩村スズ）

2012年
- 片翼のクロノスギア（ハルカ＝ササキ）
- 東方二次創作同人アニメ 夢想夏郷〜A Summer Day's Dream〜（鈴仙・優曇華院・イナバ）
- 乃木坂春香の秘密 ふぃな〜れ♪（六畳樹里）
- わんおふ -one off-（別所杏里）
- To LOVEる -とらぶる- ダークネス（2012年 - 2016年、西連寺春菜） - コミックス第5・6・8・9・12・13・16・17巻限定版に付属

2013年
- となりの怪物くん（おユウ） - コミックス第12巻DVD付き特装版

2014年
- 君のいる町（由良尊（子供時代〉、中敷）
- ハヤテのごとく!（瀬川泉） - コミックス41巻OVA付き特別版

2015年
- 黒執事 Book of Murder（藍猫〈ランマオ〉）
- ストライクウィッチーズ Operation Victory Arrow vol.3 アルンヘムの橋（アメリー・プランシャール）
- 閃乱カグラ ESTIVAL VERSUS -水着だらけの前夜祭-（紫）

2020年
- ド級編隊エグゼロス（2020年 - 2021年、桃園百花） - コミックス第11・12巻アニメBD同梱版

### Webアニメ
- エクスメイデン（2014年、雪村まつり[61]）
- 迷走!アンダーワールド（2014年、ヨル[62]）
- ロボットガールズZ プラス（2015年、ライガ様〈ゲッターライガー〉[63]）
- 暗殺教室 第2期 課外授業編（2016年、奥田愛美）
- 殺せんせーQ!（2017年、奥田愛美）
- ようこそジャパリパーク（2019年、カワラバト）
- コタローは1人暮らし（2022年、ヒデ）

### ゲーム
2006年
- おとぎ銃士 赤ずきん（キュピ）
- 転生八犬士封魔録（衣本雛乃）

2007年
- ギャラクシーエンジェルII 無限回廊の鍵（ビアンカ・マティウス）
- サモンナイト ツインエイジ 〜精霊たちの共鳴〜（ティカ・ランブロス）
- ハヤテのごとく! ボクがロミオでロミオがボクで（瀬川泉）
- 武装錬金 ようこそ パピヨンパークへ（毒島華花）
- ♂モット!! 恋愛主義♀ 「ロスト〜迷える者たちの協奏曲〜」（藤岡小百合）

2008年
- 幻想水滸伝ティアクライス（マナリル、レン・リイン）
-  恋する乙女と守護の楯 -The shield of AIGIS-（中西りお）
- しゅごキャラ! あむのにじいろキャラチェンジ（真城りま）
- とらぶるツインズ -MY SWEET BROTHERS-（胡桃沢深紅）
- To LOVEる -とらぶる- ワクワク! 林間学校編（西連寺春菜）
- To LOVEる -とらぶる- ドキドキ! 臨海学校編（西連寺春菜）
- ハヤテのごとく! お嬢様プロデュース大作戦 ボク色にそまれっ! 学校編（瀬川泉）

2009年
- アークサイン（グレイ）
- ギャラクシーエンジェルII 永劫回帰の刻（ハーコット）
- クイーンズブレイド スパイラルカオス（吸血姫ラミカ）
- しゅごキャラ! ノリノリ!キャラなりズム♪（真城りま）
- ときめきメモリアル4（語堂つぐみ）
- ナデプロ!! 〜キサマも声優やってみろ!〜（弥生みのり）
- ハヤテのごとく!! ナイトメアパラダイス（瀬川泉）
- ルミナスアーク3 アイズ（キリカ）

2010年
- アガレスト戦記2（アイナ）
- 恋する乙女と守護の楯 Portable（中西りお）
- 花札参（巫女）
- ファイト一発! 充電ちゃん!! CC（朝永依緒乃）

2011年
- AKIBA'S TRIP（妹）
- ヴァイスシュヴァルツ ポータブル（天珀翠子）
- グローランサーIV オーバーリローデッド（使い魔D-LM型）
- バクマン。 マンガ家への道（見吉香耶）
- 魔界戦記ディスガイア3 Return（ルチル）
- LEGEND of VALHALLA（エルル）

2012年
- AKIBA'S TRIP PLUS（妹）
- Custom Drive（坂下祭）
- きらめきスクールライフSP★the wonder years（長田有希子） - 『僕は友達が少ない ぽーたぶる』限定版付属のゲーム
- 嫁コレ（左王子蘭子）

2013年
- アルカナ・ファミリア2（ネーヴェ）
- カードファイト!! ヴァンガード ライド トゥ ビクトリー!!（クリストファー・ロウ）
- 幻獣姫（アナト）
- 閃乱カグラ SHINOVI VERSUS -少女達の証明-（紫）
- ティアーズ・トゥ・ティアラII 覇王の末裔（クレイト）

2014年
- M3〜ソノ黒キ鋼〜///MISSION MEMENTO MORI（霞ライカ）
- カードファイト!! ヴァンガード ロック オン ビクトリー!!（久嬢エリカ、クリストファー・ロウ）
- Kadenz fermata//Akkord：fortissimo（アマテラス＝姫神琴）
- グリモア〜私立グリモワール魔法学園〜（楯野望）
- 神撃のバハムート（ルイス）
- 青春姫 SCHOOL PRINCESS（アンジェリカ）
- デカ盛り 閃乱カグラ（紫）
- To LOVEる-とらぶる- ダークネス -Idol Revolution-（西連寺春菜）
- To LOVEる -とらぶる- ダークネス バトルエクスタシー（西連寺春菜）
- V.D.-Vanishment Day-（室戸彩花）
- ロボットガールズZ ONLINE（ライガ様〈ゲッターライガー〉）

2015年
- 暗殺教室 殺せんせー大包囲網!!（奥田愛美）
- うたわれるもの 偽りの仮面（ホノカ）
- XBLAZE LOST:MEMORIES（ブレインキャット）
- ぎゃる☆がん だぶるぴーす
- グランブルーファンタジー（2015年 - 2023年、エジェリー）
- 冴えない彼女の育てかた -blessing flowers-（氷堂美智留）
- STEINS;GATE 0（比屋定真帆）
- STELLA GLOW（ののか）
- 戦国姫譚MURAMASA-雅-（伊達政宗）
- 閃乱カグラ ESTIVAL VERSUS -少女達の選択-（紫）
- ソードアート・オンライン -ロスト・ソング-（サクヤ）
- タワー オブ プリンセス（アリス）
- ドラゴンボール ゼノバース（タイムパトローラー）
- To LOVEる -とらぶる- ダークネス トゥループリンセス（西連寺春菜）
- 爆裂★協闘!! キズナXブレイブ（アザミ）
- 百花繚乱エリクシル 〜Record Of Torenia Revival〜（セロシア・ヒユ）
- 妖怪百姫たん!（貝児、酒呑童子）

2016年
- 暗殺教室 アサシン育成計画!!（奥田愛美）
- カードファイト!! ヴァンガード ストライド トゥ ビクトリー!!（クリストファー・ロウ）
- 鏡界の白雪（女王）
- クイズRPG 魔法使いと黒猫のウィズ（2016年 - 2025年、アマカド・ヒメザクロ、ルミア・スア）
- グリムノーツ（ペリドット）
- ドラゴンボール ゼノバース2（タイムパトローラー）
- Heaven×Inferno（メリガーズ）
- プラスティック・メモリーズ（ザック）

2017年
- アクセル・ワールド VS ソードアート・オンライン 千年の黄昏（サクヤ）
- シノビマスター 閃乱カグラ NEW LINK（紫）
- 閃乱カグラ PEACH BEACH SPLASH（紫）
- To LOVEる -とらぶる- ダークネス グラビアチャンス（西連寺春菜）

2018年
- シノビリフレ -SENRAN KAGURA-（紫）
- 23/7 －トゥエンティースリーセブン－（緒方優紀菜）
- メモリーズオフ -Innocent Fille-（日紫喜瑞羽）
- 閃乱カグラ Burst Re:Newal（紫）※DLC追加キャラクター
- アルテイルクロニクル（アザミ）
- 交響性ミリオンアーサー（クレア）
- PEACH BALL 閃乱カグラ（紫）
- ORDINAL STRATA -オーディナル ストラータ-（ソフィラ）

2019年
- アークザラッド R（フェリーツェ）
- グラフィティスマッシュ（グラトニー）
- 天地の如く（小喬）
- 白猫プロジェクト (イナンナ)
- 錬神のアストラル（パトリシア・ジョンストン）
- アズールレーン（2019年 - 2023年、鬼怒、紫）

2020年
- 神田川JET GIRLS（紫）
- この素晴らしい世界に祝福を！ファンタスティックデイズ（クレア）
- ポルト・ミラージュ（胡桃しずか、アイリス）
- アークナイツ（カッター）

2021年
- ファイアーエムブレム ヒーローズ（2021年 - 2022年、キャス、ビーゼ）
- きららファンタジア（マリ・キスピルクエット）

2022年
- ユアマジェスティ（コンスタンス）

2023年
- エーテルゲイザー（スカディ）

2024年
- ユニコーンオーバーロード（リディエル）
- 百英雄伝 (シーラ）
- ガンダムブレイカー4（カルパッチョ）
- カルドアンシェル（遊霊野幽子）

### ドラマCD
- アイドルマスター Neue Green for ディアリースターズ ドラマCD（桜井夢子）
- イエスタデイをかぞえて（篠崎由香子、武彦の母、女子大生A）
- 俺の妹が××すぎて眠れないCD（藤香[126]）
- 家族になろうよ（巴）
- カーニヴァル 飛べない翼／人魚の瓶（ツバメ）
- ギヴン -given- 1 - 3（上ノ山弥生）
- 今日からマ王! 聖砂国DX! 復路（フレディ）
- 黒執事（藍猫）
- Quad Cross（蒼穹ステラ）
- コープスパーティー・ブラッドカバー 第1・2巻（持田由香）
- さんかれあ（左王子蘭子）
- 思春期生命体ベガ（鷲峰先輩） - ドラマCD付き特装版コミックス[127]
- STEINS;GATE 外伝小説 初回限定版付属ドラマCD（比屋定真帆）
- ストライクウィッチーズ 秘め話CD2「カモミールの思い出」（アメリー・プランシャール）
- ストライクウィッチーズ Operation Victory Arrow vol.3 アルンヘムの橋 Amazon.co.jp限定版特典 後日談ドラマCD「ミッドナイト・イン・パ・ド・カレー」（アメリー・プランシャール）
- チェブラーシカ（ガーリャ[128]）
- CHU music×BRA drama（白石遥）
- To LOVEる -とらぶる-（西連寺春菜）
- ナイトウィザードThe2ndEditionファンブック『ブルーム・メイデン』（サクラ・ヴァンスタイン）
- ハヤテのごとく! シリーズ（瀬川泉）
  - ハヤテのごとく! ドラマCD1 綾崎ハーマイオニーと秘密の課外授業
  - ハヤテのごとく! ドラマCD 轟轟生徒会タンケンジャーVS恐怖のドンペリ怪人ユキジン
  - ハヤテのごとく! ドラマCD2 疾走!白皇学院バスツアーとマリアさんの独り言
- ふしぎ遊戯 玄武開伝（アイラ）
- Berry's ドラマCD Vol.1「森久保由那」（長谷川小鳥）
- 帽子屋エリプシス（カンナ）
- 魔界戦記ディスガイア2 ドラマCD1 〜魔王降臨編〜（プリニー隊）
- 盟約のリヴァイアサン（白坂 羽純[129]）
- 妄想少女 ドラマCD（カリン）
- よつのは 〜雪が溶けきる、その前に〜（雪亜凛沙）
- ラーメン天使プリティメンマ オリジナルドラマアルバム（海原妙子）
- ラグナロクオンライン コンプリート・サウンドトラック（シノ） - ドラマパートに出演
- レンタル執事 Drama CD Vol.1（凛）
- わ!（椎名里子）

### ラジオドラマ
- ときメモ!（静森絵里菓）（『ときメモ!ラジオ ゆめぎの高校放送室』内）
- 白間美瑠のサクラバシ919「ユアマジェスティ ボイスドラマ」（2022年、コンスタンス、ラジオ大阪）

### 吹き替え

#### テレビドラマ
- コールドケース5 #8[注 1]
- ベンジー（フランキー）
- 名探偵モンク5 #10

#### アニメ
- トランスフォーマー アーススパーク（フレンジー[130]）
- LEGO® スーパー・ヒーローズ：ジャスティス・リーグ 〈ゴッサム大脱出〉（ハーレイ・クイン）
- レゴ ニンジャゴー（ハルミ[131]）
- パウ・パトロール（ズーマ[132]）
- パウ・パトロール ザ・ムービー（ズーマ[133]）
- パウ・パトロール ザ・マイティ・ムービー（ズーマ[134]）

### CM
- アニマックス 各種告知ナレーション（2007年10月より担当）
- おとぎ銃士 赤ずきん DVD（ナレーション〈キュピとして〉）
- 金曜ロードショー（予告ナレーション、鈴木英一郎さんとともに担当。）

### デジタルコミック
- VOMIC シュガーズ（蒼井梨紗）

### ラジオ
※はインターネット配信。
- 真名&うっちぃの ギガンティック☆4U（2007年、ランティスウェブラジオ※）
- VOICE CREW（2007年 - 2008年、NACK5系※）
- ラジオTo LOVEる-とらぶる-〜明乃・紗友里の彩南高校放送部〜（2008年、アニメイトTV※）
- アークサインWEBラジオ（2009年 - 2010年、ニコニコ動画内「はんびっとちゃんねる」※）
- ちゅーぶら!! 下着同好会放送室（2010年、音泉※） - 全8回のうち前半4回担当
- アニメ『生徒会役員共』が全部わかるラジオ、略して全ラ!（2010年、アニメイトTV※）
- 創刊!コミック アース・スター 編集会議（2010年、2011年、コミック アース・スターWebサイト※）
- ヴァイスシュヴァルツ ポータブル 矢作紗友里・南條愛乃の 白黒学園放送部（2011年、HiBiKi Radio Station※）
- Radio Cross（2011年 - 2012年、超!A&G+※）
- アニメ『生徒会役員共』が全部わかるラジオMaxPower、略して全ラ!まっぱ!!（2012年、アニメイトTV※）
- 織田信奈の野望 伊藤かな恵・矢作紗友里のデアルカラジオ （2012年、HiBiKi Radio Station※）
- 矢作・佐倉のちょっとお時間よろしいですか（2012年 - 2015年、超!A&G+※）
- アニメ『生徒会役員共*』が全部わかるラジオ Super Positive Nippon 略して全ラ!すっぽんぽん!!（2014年、アニメイトTV※）
- M3〜ソノ黒キラジオ〜（2014年、音泉※）[135]
- 矢作紗友里・東山奈央のRADIO：XBLAZE（2014年 - 2015年、超!A&G+※）[136]
- ミチルとザックのプラメモラジオ（2015年、HiBiKi Radio Station※）[137]
- 劇場版『生徒会役員共』が全部わかるラジオ Movie promotion danger sign略して全ラ!もろだし!!（2017年、アニメイトタイムズ※）
- 矢作紗友里・入江玲於奈 爽快ほろ酔いラジオ　麦汁 （2018年 、ニコニコ生放送（ニコニコチャンネル 矢作紗友里・入江玲於奈 爽快ほろ酔いラジオ　麦汁チャンネル）※）
- 矢作紗友里・赤尾ひかるの乙女の花園（2018年 - 、ニコニコ生放送（ニコニコチャンネル ボイスガレッジチャンネル）※）

### ラジオCD
- To LOVEる-とらぶる-〜明乃・紗友里の彩南高校放送部〜 DJCDVol.1（2008年6月25日発売）
- To LOVEる-とらぶる-〜明乃・紗友里の彩南高校放送部〜 DJCDVol.2（2008年8月22日発売）
- アニメ生徒会役員共が全部わかるラジオ、略して全ラ!の全て その壱（2010年12月22日発売）
- アニメ生徒会役員共が全部わかるラジオ、略して全ラ!の全て その弐（2011年1月26日発売）
- アニメ生徒会役員共が全部わかるラジオMaxPower、略して全ラ!まっぱ!! DJCD Vol.1（2012年4月25日発売）
- アニメ生徒会役員共が全部わかるラジオMaxPower、略して全ラ!まっぱ!! DJCD Vol.2（2012年5月23日発売）
- アニメ『生徒会役員共*』が全部わかるラジオ Super Positive Nippon、略して全ラ! すっぽんぽん! ! DJCD Vol.2（2014年6月25日発売）
- 織田信奈の野望 伊藤かな恵・矢作紗友里のデアルカラジオ ラジオCD vol.1（2012年8月29日発売）
- 織田信奈の野望 伊藤かな恵・矢作紗友里のデアルカラジオ ラジオCD vol.2（2012年12月26日発売）
- 織田信奈の野望 伊藤かな恵・矢作紗友里のデアルカラジオ ラジオCD vol.3（2013年6月26日発売）
- ラジオCD「立ち上がれ!僕らのヴァンガード」Vol.11※録りおろし特別版ゲスト（2014年4月30日発売）[138]
- ラジオCD「M3〜ソノ黒キラジオ〜」Vol.1（2014年8月18日発売）

### アプリ
- ときドキ時計（松山陽菜〈オペレーター妹〉）
- グリモア〜私立グリモワール魔法学園〜（楯野望）

### 朗読劇
- おとなの国語（2023年）[139]

### その他コンテンツ
- 矢作エンタープライス ニコニコ動画（ボイスガレッジチャンネル）MCとして出演

## ディスコグラフィ

### キャラクターソング
| 発売日   | 商品名                                                             | 歌 | 楽曲                                                          | 備考                                                    |
| 2006年   | 2006年                                                             | 2006年 | 2006年                                                        | 2006年                                                  |
| -------- | ------------------------------------------------------------------ | --- | ------------------------------------------------------------- | ------------------------------------------------------- |
| 12月22日 | もうひとつのバースディ                                             | 果林（矢作紗友里）、杏樹（猪口有佳）                                                                                               | 「スキだからGA・BU・RI」                                      | テレビアニメ『かりん』関連曲                            |
| 2006年   |                                                                    | |                                                               |                                                         |
| 3月24日  | かりん ボーカル&ドラマアルバム                                     | 果林（矢作紗友里） | 「わたしは戦う！増血仮面」                                    | テレビアニメ『かりん』関連曲                            |
| 2007年   |                                                                    | |                                                               |                                                         |
| 9月21日  | ケンコー全裸系水泳部 ウミショー Characters Vol.6 魚々戸真綾        | 魚々戸真綾（矢作紗友里） | 「恋するSunday」                                              | テレビアニメ『ケンコー全裸系水泳部 ウミショー』関連曲   |
| 2008年   |                                                                    | |                                                               |                                                         |
| 1月25日  | ハヤテのごとく! キャラクターCD 10 白皇学院生徒会三人娘             | 白皇学院生徒会三人娘 | 「「ごめん」で済むなら恋などしない」 「白皇学院生徒会不心得」 | テレビアニメ『ハヤテのごとく!』関連曲                   |
| 7月4日   | To LOVEる -とらぶる- Variety CD その1                              | 西連寺春菜（矢作紗友里） | 「スカートのはじっこ」                                        | テレビアニメ『To LOVEる -とらぶる-』関連曲              |
| 8月33日  | To LOVEる -とらぶる- Variety CD その2                              | 西連寺春菜（矢作紗友里） | 「恋とビキニと雨予報」                                        | テレビアニメ『To LOVEる -とらぶる-』関連曲              |
| 11月28日 | To LOVEる -とらぶる- Variety CD その5                              | ララ（戸松遥）、西連寺春菜（矢作紗友里）                                                                                           | 「…っつちゃえ」                                               | テレビアニメ『To LOVEる -とらぶる-』関連曲              |
| 2009年   |                                                                    | |                                                               |                                                         |
| 3月6日   | 「ハヤテのごとく!」キャラクターカバーCD 〜選曲:畑健二郎〜          | 白皇学院生徒会三人娘 | 「My Heart言い出せない、Your Heart確かめたい」                | テレビアニメ『ハヤテのごとく!』関連曲                   |
| 3月25日  | やってこい！ダイスキ♥                                              | ララ（戸松遥）、西連寺春菜（矢作紗友里）                                                                                           | 「やってこい！ダイスキ♥」                                     | OVA『To LOVEる -とらぶる-』オープニングテーマ           |
| 3月25日  | やってこい！ダイスキ♥                                              | ララ（戸松遥）、西連寺春菜（矢作紗友里）                                                                                           | 「あっぷる・ぱにっく!?」                                      | OVA『To LOVEる -とらぶる-』エンディングテーマ           |
| 6月10日  | 本日、満開ワタシ色!                                                | 桂ヒナギク（伊藤静） with 白皇学院生徒会三人娘                                                                                     | 「本日、満開ワタシ色!」                                       | テレビアニメ『ハヤテのごとく!!』エンディングテーマ      |
| 8月5日   | しゅごキャラ! キャラクターソングコレクション2                      | 真城りま（矢作紗友里） | 「いつかはロマンス」                                          | テレビアニメ『しゅごキャラ!』関連曲                     |
| 8月26日  | ハヤテのごとく!! キャラクターCD 2nd series 06 白皇学院生徒会三人娘 | 白皇学院生徒会三人娘 | 「アイ・ラブ・ユーならシャウトして!」                         | テレビアニメ『ハヤテのごとく!!』関連曲                  |
| 8月26日  | ハヤテのごとく!! キャラクターCD 2nd series 06 白皇学院生徒会三人娘 | 瀬川泉（矢作紗友里） | 「Princess is me」                                            | テレビアニメ『ハヤテのごとく!!』関連曲                  |
| 12月3日  | ときめきメモリアル4 Character Single BOX                           | 語堂つぐみ（矢作紗友里） | 「ロマンスGATE」                                              | ゲーム『ときめきメモリアル4』関連曲                     |
| 2010年   |                                                                    | |                                                               |                                                         |
| 2月10日  | Choose Bright!!                                                    | 葉山奈由（茅原実里）、神宮寺弥子（寿美菜子）、白石遙（矢作紗友里）、天原清乃（日笠陽子）                                           | 「Choose Bright!!」                                           | テレビアニメ『ちゅーぶら!!』オープニングテーマ          |
| 2月10日  | Choose Bright!!                                                    | 葉山奈由（茅原実里）、神宮寺弥子（寿美菜子）、白石遙（矢作紗友里）、天原清乃（日笠陽子）                                           | 「Dear lovely days」                                          | テレビアニメ『ちゅーぶら!!』関連曲                      |
| 2月10日  | Shy Girls                                                          | 葉山奈由（茅原実里）、神宮寺弥子（寿美菜子）、白石遙（矢作紗友里）、天原清乃（日笠陽子）                                           | 「Shy Girls」 「We Know」                                     | テレビアニメ『ちゅーぶら!!』エンディングテーマ          |
| 3月10日  | ちゅーぶら!! キャラクターソング 白石遥                             | 白石遙（矢作紗友里） | 「羽をひろげて」 「Shy Girls -白石遥ver.-」                   | テレビアニメ『ちゅーぶら!!』関連曲                      |
| 3月19日  | ときめきメモリアル4 ボーカル & ストーリーズ Vol.1                  | 語堂つぐみ（矢作紗友里） | 「めくってスキ!? キライ!? 」                                  | ゲーム『ときめきメモリアル4』関連曲                     |
| 7月21日  | 大和撫子エデュケイション                                           | トリプルブッキング | 「大和撫子エデュケイション」                                  | テレビアニメ『生徒会役員共』オープニングテーマ          |
| 7月21日  | 大和撫子エデュケイション                                           | トリプルブッキング | 「情熱の花」                                                  | テレビアニメ『生徒会役員共』挿入歌                      |
| 11月24日 | もっとTo LOVEる -とらぶる- キャラクターCD1 ララ&春菜               | 西連寺春菜（矢作紗友里） | 「君が教えてくれるすべて」                                    | テレビアニメ『もっとTo LOVEる -とらぶる-』関連曲        |
| 2011年   |                                                                    | |                                                               |                                                         |
| 2月23日  | To LOVEる -とらぶる- Music CD2                                     | ララ（戸松遥）、西連寺春菜（矢作紗友里）                                                                                           | 「ダーリンハニィ♡スィートエモーション」                       | テレビアニメ『もっとTo LOVEる -とらぶる-』関連曲        |
| 4月27日  | るーるぶっくを忘れちゃえ                                           | ULTRA-PRISM with 白玉中ソフトテニス部                                                                                              | 「るーるぶっくを忘れちゃえ」                                  | テレビアニメ『そふてにっ』オープニングテーマ            |
| 4月27日  | バクマン。 BD・DVD 第4巻 限定版特典CD                              | 見吉香耶（矢作紗友里） | 「そばかす」 「ラッキーマンの歌」                             | テレビアニメ『バクマン。』関連曲                        |
| 7月6日   | そふてにっ CHARACTER SONG & DRAMA CD「がっしゅくっ?」              | エリザベス・ウォーレン（矢作紗友里）                                                                                               | 「ダイスキ ah! ダイスキ ah! ダイスキ」                        | テレビアニメ『そふてにっ』関連曲                        |
| 2012年   |                                                                    | |                                                               |                                                         |
| 9月5日   | 織田信奈の野望 Music of the different world 歌姫03                 | 明智光秀（矢作紗友里） | 「接近ミラクル」                                              | テレビアニメ『織田信奈の野望』関連曲                    |
| 2013年   |                                                                    | |                                                               |                                                         |
| 7月24日  | バクマン。 キャラクターソングコレクションアルバム ウタマン。       | 見吉香耶（矢作紗友里） | 「そばかす」 「ラッキーマンの歌」                             | テレビアニメ『バクマン。』関連曲                        |
| 2014年   |                                                                    | |                                                               |                                                         |
| 7月21日  | 花咲く☆最強レジェンドDays                                          | トリプルブッキング | 「花咲く☆最強レジェンドDays」                                 | テレビアニメ『生徒会役員共*』オープニングテーマ         |
| 7月21日  | 花咲く☆最強レジェンドDays                                          | トリプルブッキング | 「青春爆走☆LOVE TRAIN」                                       | テレビアニメ『生徒会役員共*』挿入歌                     |
| 2015年   |                                                                    | |                                                               |                                                         |
| 5月29日  | 暗殺教室 BD・DVD第3巻特典CD                                        | 3年E組修学旅行4班 | 「青春サツバツ論」                                            | テレビアニメ『暗殺教室』オープニングテーマ              |
| 8月5日   | 冴えない彼女の育てかた BD・DVD 第6巻 限定版特典CD                  | 氷堂美智留（矢作紗友里） | 「グリーングリーン」                                          | テレビアニメ『冴えない彼女の育てかた』関連曲            |
| 9月2日   | 冴えない彼女の育てかた BD・DVD 第7巻 限定版特典CD                  | 氷堂美智留（矢作紗友里） | 「Cherish you」 「空色デイズ」                                | テレビアニメ『冴えない彼女の育てかた』挿入歌            |
| 2016年   |                                                                    | |                                                               |                                                         |
| 6月22日  | こころだいすきここったま!                                          | 桜井のぞみ（石原夏織）、ビビット（矢作紗友里）                                                                                     | 「きみとしあわせをあつめよう」                                | テレビアニメ『かみさまみならい ヒミツのここたま』関連曲 |
| 9月28日  | 暗殺教室 ベストアルバム 〜Music Memories〜                         | 3年E組 | 「旅立ちのうた」                                              | テレビアニメ『暗殺教室』挿入歌                          |
| 2017年   |                                                                    | |                                                               |                                                         |
| 6月28日  | 冴えない彼女の育てかた Character Song Collection                   | 氷堂美智留（矢作紗友里） | 「Daydreamer」                                                | テレビアニメ『冴えない彼女の育てかた』関連曲            |
| 7月26日  | 冴えない彼女の育てかた♭ BD・DVD 第1巻 限定版特典CD                 | 加藤恵（安野希世乃）、澤村・スペンサー・英梨々（大西沙織）、霞ヶ丘詩羽（茅野愛衣）、氷堂美智留（矢作紗友里）、波島出海（赤﨑千夏） | 「檄!帝国華撃団」                                             | テレビアニメ『冴えない彼女の育てかた♭』関連曲           |
| 8月23日  | 冴えない彼女の育てかた♭ BD・DVD 第2巻 限定版特典CD                 | 氷堂美智留（矢作紗友里） | 「Little Busters!」                                           | テレビアニメ『冴えない彼女の育てかた♭』関連曲           |
| 2019年   |                                                                    | |                                                               |                                                         |
| 9月25日  | 冴えない彼女の育てかた ギャルゲーカバーソングコレクション          | 氷堂美智留（矢作紗友里） | 「LeMU〜遙かなるレムリア大陸〜」                              | テレビアニメ『冴えない彼女の育てかた』関連曲            |
| 10月26日 | 冴えない彼女の育てかた Fine パンフレット豪華版 特典CD              | 氷堂美智留（矢作紗友里） | 「icy tail YO!」                                              | 劇場アニメ『冴えない彼女の育てかた Fine』挿入歌         |
| 2020年   |                                                                    | |                                                               |                                                         |
| 10月28日 | ド級編隊エグゼロス BD・DVD第2巻特典CD                              | 桃園百花（矢作紗友里） | 「あげたろっか♡」                                             | テレビアニメ『ド級編隊エグゼロス』関連曲                |
| 2021年   |                                                                    | |                                                               |                                                         |
| 9月22日  | 冴えない彼女の育てかた Fes. Fine 〜glory moment〜 特典CD           | 氷堂美智留（矢作紗友里）、波島出海（赤﨑千夏）                                                                                     | 「LOVE iLLUSiON」                                             | 『冴えない彼女の育てかた』関連曲                        |
| 9月22日  | 冴えない彼女の育てかた Fes. Fine 〜glory moment〜 特典CD           | 加藤恵（安野希世乃）、澤村・スペンサー・英梨々（大西沙織）、霞ヶ丘詩羽（茅野愛衣）、氷堂美智留（矢作紗友里）、波島出海（赤﨑千夏） | 「LOVE iLLUSiON #502 Ver.」                                   | 『冴えない彼女の育てかた』関連曲                        |